# Be Mine
Singles de Ofenbach
Katchi
(2017)
Be Mine est un single du groupe français Ofenbach sorti le 25 novembre 2016. Le single connait un succès, il est certifié disque de diamant en France.

## Classements
| Classements (2018)                      | Meilleure position |
| --------------------------------------- | ------------------ |
| Allemagne (Media Control AG)            | 11                 |
| Autriche (Ö3 Austria Top 40)            | 4                  |
| Belgique (Wallonie Ultratop 50 Singles) | 15                 |
| Belgique (Flandre Ultratop 50 Singles)  | 38                 |
| France (SNEP)                           | 5                  |
| Italie (FIMI)                           | 7                  |
| Suède (Sverigetopplistan)               | 97                 |
| Suisse (Schweizer Hitparade)            | 6                  |

## Certification
| Pays   | Organisme | Certification | Seuil                            |
| ------ | --------- | ------------- | -------------------------------- |
| France | SNEP      | Diamant       | 35 millions d'équivalent streams |